# Byrsonima tenuifolia
Byrsonima tenuifolia là một loài thực vật có hoa trong họ Malpighiaceae. Loài này được Urb. & Nied. mô tả khoa học đầu tiên năm 1901.